# 1437

## Esdeveniments
Països Catalans
Resta del món
- 12 d'agost: Pere de Darnius és nomenat President de la Generalitat de Catalunya en el decurs de les Corts de Barcelona.
- Bohèmia deixa de ser governada pel casal de Luxemburg.
- João Gonçalves Zarco participa en el fallit intent portuguès de conquerir Tànger.
- Jaume II d'Escòcia esdevé rei d'Escòcia.
- Antoni de Fluvià deixa de ser Mestre de l'Hospital.
- Adil Khan I succeeix al seu pare Nasir Khan com a tercer sobirà de la dinastia farúquida de Khandesh.

## Naixements
Països Catalans
Resta del món
- Pàdua (data aproximada): Bartolomeo Bellano, escultor i arquitecte del Renaixement italià.
- Lisboa: Ishaq Abrabanel, teòleg, comentarista bíblic, empresari i polític jueu, fou tresorer d'Alfons V de Portugal.

## Necrològiques
Països Catalans
Resta del món
- 3 de gener, Londres, Caterina de Valois, reina consort d'Anglaterra de 1420 a 1422 (n. 1401).[1]
- 21 de febrer: Jaume I d'Escòcia, rei d'Escòcia.
- 18 o 19 de setembre: Nasir Khan, segon sobirà de la dinastia farúquida de Khandesh.
- 9 de desembre, Znojmo, Moràvia: Segimon I del Sacre Imperi Romanogermànic, rei d'Hongria (1387–1437), dels Romans i de Germània (1411 - 1433), d'Itàlia (1431 - 1437) i de Bohèmia (1419 - 1437) i elector de Brandenburg.